# Albert de Savoye
Albert Théodore Jean Joseph de Savoye, né le 28 août 1879 à Soignies et y décédé le 23 janvier 1960 fut un homme politique belge du parti catholique.
de Savoye fut ingénieur des Mines.
Il fut élu conseiller communal de Soignies (1920-32) et sénateur de l'arrondissement de Soignies-Thuin (1932-36).